# 伝染性膿痂疹

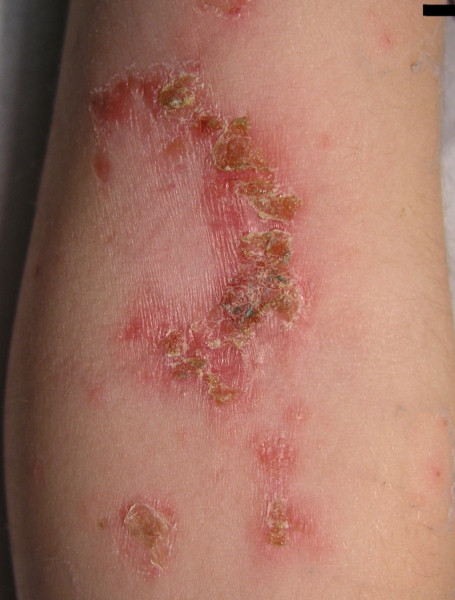
伝染性膿痂疹

伝染性膿痂疹（でんせんせいのうかしん）とは、主に小児に生じる細菌感染症の一種。俗に飛び火（とびひ）ともいう。

## 疫学
主に黄色ブドウ球菌や溶連菌などが病原体となっている。乳幼児に好発する感染症で接触感染するため特に集団生活の場で感染伝播する。特に夏季に多い。

## 症状
紅斑または紅斑を伴う水疱や膿疱が現れ、さらにそれが破れてびらんや厚い痂皮（かひ。かさぶたのこと）ができる。痒みを伴うことがあり、その擦過部が病巣となって広がりやすい。なお、痂皮にも感染性がある。
ブドウ球菌が原因の場合は水疱ができやすく、溶連菌が原因の場合は痂皮ができやすい。

## 治療
治療は主に外用薬による。抗菌薬の内服、点滴を必要とする場合もある。なお、米国小児科学会では治療開始24時間以内まで隔離することを推奨する。

## 予防
清潔に保つことが第一である。手洗い、入浴などをしっかり行い、爪は短めにしておく。

## 鑑別
カポジ水痘様発疹症（単純疱疹）や水痘との鑑別が必要である。

## 関連
- 感染症
- 皮膚科学
- 小児科学